# Centrale électrique solaire du Grand Bara
La centrale électrique solaire du Grand Bara est une future centrale solaire de 25 MW à Djibouti. Une fois mis en service, il s'agira du premier et du plus grand parc solaire connecté au réseau du pays.

## Situation
La centrale sera située dans le désert du Grand Bara, dans la région d'Ali Sabieh, au sud-est de Djibouti, à proximité des frontières avec l'Éthiopie et le Somaliland.

## Présentation
La centrale devrait avoir une capacité de 25 mégawatts. Elle sera également équipée d’une installation de stockage par batteries d’une capacité de 5 MWh. Sa production annuelle calculée est de 55 GWh.
L'électricité produite dans ce parc solaire devrait être vendue directement à Électricité de Djibouti (EDD). Les contrats d'achat d'électricité (PPA), régissant l'achat et la fourniture d'électricité entre les opérateurs de la centrale et le gouvernement de Djibouti sont signés fin août 2023,.

## Conception
La centrale est en cours de développement par un consortium comprenant Amea Power, un producteur indépendant d'électricité (IPP) basé à Dubaï, et le Fonds souverain de Djibouti (FSD), en tant qu'actionnaire minoritaire,.
Une fois lancée, la construction devrait durer de 16 à 18 mois. La centrale électrique est développée selon un modèle de construction, d'exploitation et de transfert (BOOT),.